# Max Morath
Max Edward Morath (Colorado Springs (Colorado), 1 oktober 1926 – Duluth (Minnesota), 19 juni 2023) was een Amerikaanse ragtimepianist, componist, acteur en schrijver.

## Biografie
Morath werd geboren in Colorado Springs, Colorado. Hij studeerde als kind piano en harmonie en werd geconfronteerd met de beginselen van ragtime-piano door zijn moeder, een geschoolde pianiste die al verschillende jaren speelde voor stomme films. Hij ontving een bachelor in de Engelse taal van het Colorado College in 1948, voordat hij aan een carrière begon met onder meer banen bij radio en televisie, jazz en theater. Ondertussen behaalde Morath in 1996 een masterdiploma aan de Columbia University in Amerikaanse studies.
Zijn optredens als pianist en muzikaal leider bij melodramabedrijven in Cripple Creek en Durango (Colorado), wekten zijn interesse op in vroege Amerikaanse populaire muziek en theater, waaronder een studie van zijn sociale en economische geschiedenis, grotendeels geïnspireerd door George Gershwin en Ira Gershwin, Irving Berlin en zijn ragtime-helden Eubie Blake en Scott Joplin. Die theatrale inspanningen leidden tot Moraths eerste professionele opnamen.

### Televisie- en theaterwerk uit de jaren 1960
Moraths werk voor televisie en theater in de jaren 1960 ging vooraf aan de heropleving van de ragtime in de jaren 1970 en had invloed op de manier waarop het werd samengesteld.
Van 1959 tot 1961 schreef, vertolkte en coproduceerde Morath 26 televisieprogramma's van een half uur voor PBS en vervolgens voor NET (National Educational Television). De programma's werden geproduceerd door Rocky Mountain PBS in Denver (toen bekend als Channel 6) en werden nationaal aan de openbare omroep doorgegeven. De serie Ragtime Era toonde de ontwikkeling van de muziek uit die periode en bezorgde hem nationale bekendheid. Het werd gevolgd door de serie Turn of the Century, die handelde over de interactie van populaire muziek met de sociale geschiedenis van het land (en die hij nadien veranderde in een eenmansshow). De producties waren in syndicatie gedurende de jaren 1960.  Naast zijn televisieserie leverde Morath nog andere bijdragen aan NPR en PBS. Hij verscheen in The Bell Telephone Hour, Kraft Music Hall, Today en The Tonight Show. Van 1965 tot 1972 was hij een regelmatige gast van Arthur Godfrey bij CBS Radio en hij trad op met Godfrey in gastoptredens op televisie.

### Touring shows
Morath verhuisde rond 1963 van Colorado naar New York en trad toen nationaal op in universiteitsconcerten en nachtclubs, waaronder de New Yorkse Blue Angel en de Village Vanguard met zijn Original Rag Quartet. Zijn one-man show Max Morath at the Turn of the Century was een kritische succesfactor en speelde Off-Broadway in het Jan Hus Playhouse in 1969, gevolgd door een vierjarige nationale tournee.  Andere soortgelijke producties volgden: The Ragtime Years, Living the Ragtime Life, The Ragtime Man, Ragtime Revisited en Ragtime and Again. Deze producties toerden ook nationaal na Off-Broadway-openingen. Morath bleef toeren tot 2007.
Morath keerde terug naar de academische wereld en behaalde in 1996 een masterdiploma aan de Columbia University in Amerikaanse studies. Zijn proefschrift was gebaseerd op het leven en werk van songwriter Carrie Jacobs-Bond (1862-1946), componist van I Love You Truly en andere populaire liedjes. Moraths onderzoek naar haar en haar tijd leidde later tot het schrijven van een in eigen beheer uitgegeven biografische roman over Jacobs-Bond, verteld in haar stem (2008). Samen met zijn vrouw Diane Fay Skomars creëerde Morath het geïllustreerde boek Max Morath: The Road to Ragtime over zijn ervaringen op de weg. Moraths muzikale revue One For The Road, een seriokomische verkenning van de omgang met drugs en alcohol in de Amerikaanse cultuur, werd in 1982 geproduceerd door het Repertory Theatre of St. Louis en MUNI. In 2002 verscheen zijn boek The NPR Curious Listener's Guide to Popular Standards, een gezaghebbend overzicht van het Great American Songbook.
Het scenario van Blind Boone, geschreven door Morath en zijn collega Moss Hall, was een eerste prijswinnaar in de categorie «Music-Inspired Drama» op het Nashville Film Festival in maart 2015. Moraths interesse in de Amerikaanse populaire cultuur strekte zich uit tot het werk van humorist Finley Peter Dunne (1867-1936), de maker van de populaire Mister Dooley editorials. Een academisch artikel dat hij schreef over Dunne's werk met de titel Translating Mister Dooley: A New Examination of the Journalism of Finley Peter Dunne werd in 2004 gepubliceerd in de Journal of American Culture. Dunne's editorials vormen ook de tekst van Moraths muziekstuk Trust Everybody ... but Cut the Cards, gepresenteerd in geënsceneerde lezingen in het York Theatre in New York. Ook heeft Morath aan een boek gewerkt van 60.000 woorden met vertalingen van Dunne's geschriften uit het Ierse dialect, waarin ze oorspronkelijk zijn gepubliceerd, en in standaard Engels.

### Opnamen
Na het opnemen van een handvol albums in de toen populaire honky-tonk stijl, nam Morath albums op voor Vanguard Records, Epic Records, Solo Art en RCA Records. Deze omvatten solo piano en vocale albums, optredens met zijn Original Rag Quartet en orkestwerken. Hij nam ook vijf vocale albums op met het team van William Bolcom en Joan Morris . Moraths album At The Turn of the Century uit 1969, vatte de essentie van zijn televisieseries en liveshows samen en hielp de ragtime-revival uit de jaren 1970 in te luiden. Albums die volgden, waren onder meer Jonah Man, Ragtime Women en The Great American Piano Bench, die elk verder gingen dan de toenmalige focus op Scott Joplin. Zijn album The Ragtime Man uit 1992, bevatte zijn eigen ragtime-compositie Cripple Creek Suite, over de sfeer van de goudkoorts in de regio. In 2015 werden al zijn ragtime-stukken opgenomen door Aaron Robinson voor het album Max Morath: The Complete Ragtime Works for Piano bij het MAI-label.

### Overlijden
Morath overleed op 96-jarige leeftijd.

## Discografie

### Albums
| Jaar | Titel                                                                                                  | Recordlabel                 |
| ---- | --- | --------------------------- |
| 1955 | Max Morath At The Gold Bar Room                                                                        | Gold Camp                   |
| 1956 | Max Morath At The Gold Bar Room, Volume II                                                             | Gold Camp                   |
| 1957 | Music for Moochers, Gold Diggers, and Cattle Rustlers                                                  | Talking Machine Records     |
| 1959 | Honky Tonk In Hi-Fi                                                                                    | Gold Camp                   |
| 1963 | Presenting That Celebrated Maestro                                                                     | Epic                        |
| 1964 | Oh, Play That Thing: The Ragtime Era                                                                   | Epic                        |
| 1969 | Max Morath At The Turn of The Century                                                                  | RCA-Victor                  |
| 1972 | Max Morath Plays the Best of Scott Joplin & Other Rag Classics                                         | Vanguard                    |
| 1973 | The World of Scott Joplin                                                                              | Vanguard                    |
| 1974 | Irving Berlin: The Ragtime Years                                                                       | Vanguard                    |
| 1975 | Max Morath Plays Ragtime                                                                               | Vanguard                    |
| 1975 | Good Friends Are for Keeps (met andere vertolkers)                                                     | Bell System/United Artists  |
| 1976 | The World of Scott Joplin, Volume 2                                                                    | Vanguard                    |
| 1976 | Jonah Man: A Tribute To Bert Williams (1996 cd-publicatie met vier nummers van Moraths album uit 1981) | Vanguard                    |
| 1977 | Living The Ragtime Life (niet te verwarren met een gelijknamige latere publicatie)                     | Vanguard                    |
| 1977 | The Ragtime Women                                                                                      | Vanguard                    |
| 1978 | These Charming People (with Bolcom & Morris)                                                           | RCA-Red Seal                |
| 1978 | Don't Give the Name A Bad Place (with other performers)                                                | New World Records           |
| 1979 | Max Morath In Jazz Country                                                                             | Vanguard                    |
| 1979 | The Great American Piano Bench                                                                         | Vanguard                    |
| 1981 | Max Morath & His Ragtime Stompers                                                                      | Vanguard                    |
| 1983 | More Rodgers and Hart (with Bolcom & Morris)                                                           | RCA                         |
| 1987 | Living A Ragtime Life (1990 SoloArt cd-versie bevatte extra nummers en wordt opnieuw gerangschikt)     | Normacks                    |
| 1991 | The Ragtime Century                                                                                    | PianoMania Music Publishing |
| 1992 | The Ragtime Man                                                                                        | Omega Music                 |
| 1994 | Fountain Favorites From the World of Coca-Cola (met Bolcom & Morris)                                   | Coke                        |
| 1995 | Drugstore Cabaret                                                                                      | Premier                     |
| 1995 | Real American Folk Songs                                                                               | Solo Art                    |
| 2003 | Sing Yip Harburg (with Bolcom & Morris)                                                                | Original Cast               |
| 2004 | Sing Gus Kahn (with Bolcom & Morris)                                                                   | Original Cast               |
| 2005 | One For The Road                                                                                       | Skomax                      |
| 2015 | Max Morath: The Complete Ragtime Works For Piano (Vertolkt door Aaron Robinson)                        | MAI                         |

## Prijzen en onderscheidingen
- In 2008 ontving Morath de Louis T. Benezet Award van het Colorado College.
- In 2016 werd Morath opgenomen in de Colorado Music Hall of Fame.

## Gedeeltelijke bibliografie
Solo geschreven
- Best of Ragtime Piano. Mel Bay Productions (1987). ISBN 0-7866-8137-3.
- "Ragtime Then and Now". In The Oxford Companion to Jazz, Bill Kirchner, ed. Oxford University Press, 2000, pp. 29–38. ISBN 0-19-512510-X
- The NPR Curious Listener's Guide to Popular Standards. Penguin-Perigee Trade (2002). ISBN 978-0-399-52744-9.
- Original Rags for Piano. Hal Leonard (2008). ISBN 978-1-4234-5816-6.
- I Love You Truly: A Biographical Novel Based on the Life of Carrie Jacobs-Bond. iUniverse (2008). ISBN 978-0-595-53017-5.

Medeauteur
- Max Morath: The Road to Ragtime. Donning Company/Publishers, Virginia Beach, VA (1999). ISBN 1578640687.